# 霍赫施瓦布山
right|thumb
47°37′5″N 15°8′32″E / 47.61806°N 15.14222°E
霍赫施瓦布山（德語：Hochschwab），是奧地利的山峰，位於該國西部，由施泰爾馬克州負責管轄，屬於上施瓦布山脈的一部分，海拔高度2,277米。